# سيدريك هونتوندجي
سيدريك هونتوندجي لاعب كرة قدم  إسترالي يلعب مع نادي ملبورن فيكتوري.